# Brasilianisch-namibische Beziehungen
Die brasilianisch-namibischen Beziehungen umfassen die bilateralen Beziehungen zwischen Brasilien und Namibia. Sie unterhalten seit 1990 offizielle diplomatische Beziehungen.
Ihr Verhältnis gilt als sehr gut. Zu den wichtigsten Elementen ihrer Beziehungen zählt die Kooperation der brasilianischen Seestreitkräfte mit der Namibischen Marine (Ausbildung, Schiffbau, technische Zusammenarbeit) und die brasilianische Unterstützung zur Ernährungssicherung und die Schulspeisung in Namibia. Beide Länder grenzen an den Südatlantik und liegen sich dort gegenüber. Ein weiteres Verbindungsglied ist der Handel, der jedoch noch als deutlich ausbaufähig gilt. Namibia gehört zur Zollunion des Südlichen Afrikas, die 2009 ein bevorzugtes Handelsabkommen abgeschlossen hat mit der lateinamerikanischen Wirtschaftsgemeinschaft Mercosur, deren wichtigstes Mitglied Brasilien ist.
Auch die portugiesische Sprache ist ein Verbindungsglied: während sie in Brasilien Amts- und Umgangssprache ist, gehört die Portugiesische Sprache in Namibia zu den bedeutendsten Fremdsprachen. Seit 2014 hat Namibia Beobachterstatus in der Gemeinschaft der Portugiesischsprachigen Länder, zu deren Gründungsmitgliedern Brasilien gehört und in der es das größte Land ist.
Außenpolitisch verbindet beide Länder der Grundsatz, „keine Feinde und nur Freunde“ zu haben, wie es sowohl Namibias Präsident Hage Geingob als auch Brasiliens Präsident Lula da Silva formuliert haben. Sie gehören einigen gemeinsamen internationalen Organisationen an, darunter die Gruppe der 77 und andere UN-Organisationen.
Eine bedeutende gegenseitige Diaspora besteht nicht. Im Jahr 2024 waren 176 namibische Staatsbürger in Brasilien gemeldet.

## Geschichte
Der namibische Unabhängigkeitskämpfer und spätere Staatspräsident Sam Nujoma besuchte 1987 als SWAPO-Vorsitzender erstmals Brasilien und besuchte das Land später noch mehrfach. 1989 eröffnete die brasilianische Regierung ein Beobachtungsbüro in Windhoek.
Nach seiner Unabhängigkeit von Südafrika 1990 nahm Namibia mit Brasilien diplomatische Beziehungen auf, und die brasilianische Botschaft in Windhoek wurde offiziell eröffnet. 1991 besuchte Fernando Collor de Mello, erster frei gewählter Präsident Brasiliens seit der Militärdiktatur, Namibia. Danach folgten einige bilaterale Abkommen, zu nennen insbesondere das Abkommen zur Kooperation beider Seestreitkräfte (1994) und ein erstes Grundsatzabkommen zur technischen Zusammenarbeit (1995), dem 2001 ein erweitertes Abkommen zur technischen Zusammenarbeit folgte.
2003 eröffnete Namibia seine Botschaft in Brasília. Es schlossen sich eine Reihe hochrangiger Staatsbesuche an, mit seither regelmäßigen gegenseitigen Besuchen auf Präsidenten- und Außenministerebenen. Daneben wurde insbesondere die Marinekooperation nun zunehmend zum wesentlichen Verbindungsglied.
Im Jahr 2009 unterzeichneten die Zollunion des Südlichen Afrikas (SACU) und der gemeinsame lateinamerikanische Handelsraum Mercosul ein Abkommen über bevorzugten Handel, womit Brasilien und Namibia auch wirtschaftlich enger gerückt sind.

## Diplomatie

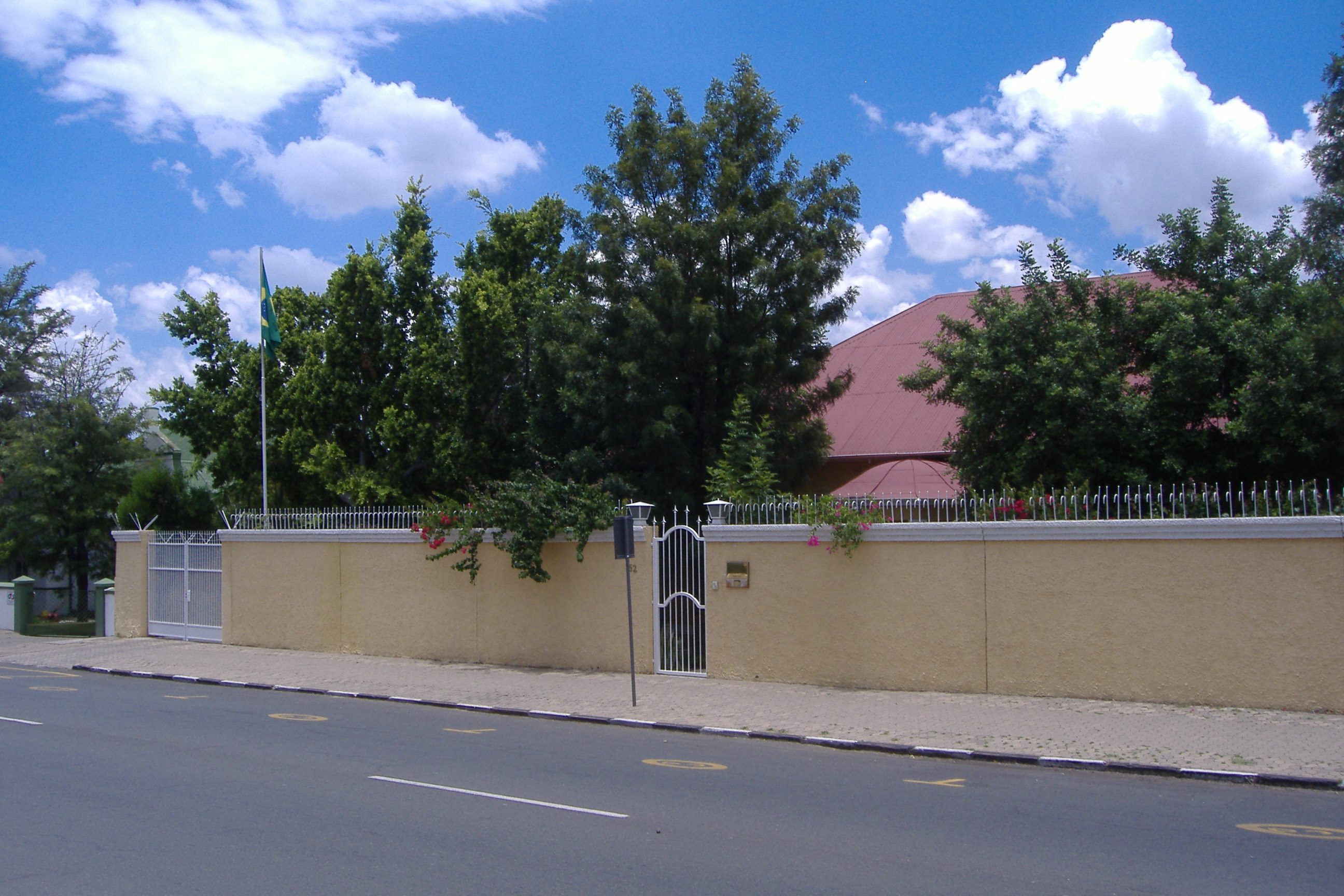
Die brasilianische Botschaft in Windhoek.

Brasilien unterhält eine Botschaft in der namibischen Hauptstadt Windhoek. Konsulate darüber hinaus hat Brasilien dort nicht.
Namibia führt seinerseits eine eigene Botschaft in der brasilianischen Hauptstadt Brasília. Dazu bestehen zwei namibische Honorarkonsulate in Brasilien, in den beiden größten Städten des Landes, in São Paulo und in Rio de Janeiro.

## Wirtschaft

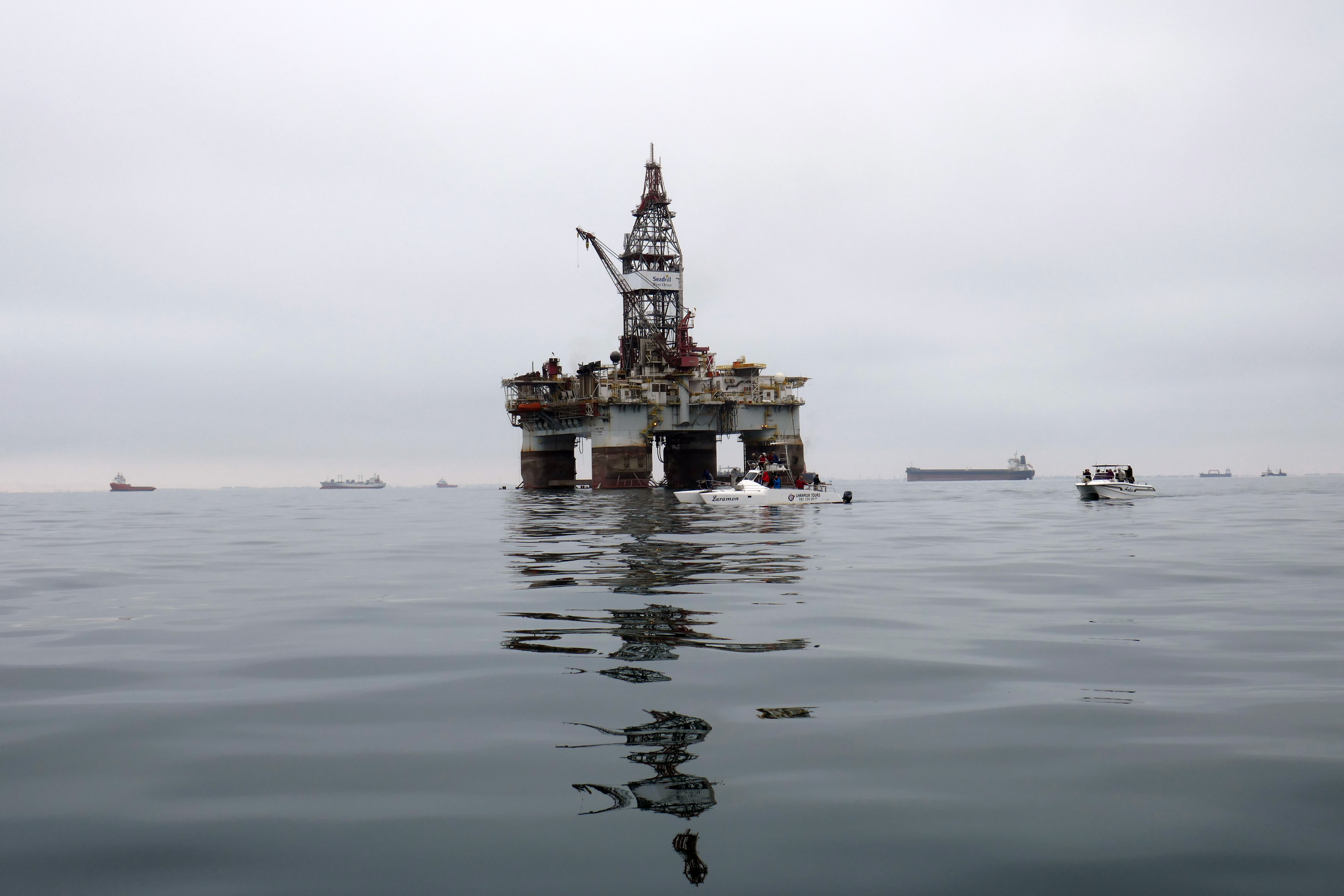
Öl-Plattform vor Walvis Bay: raffinierte Erdölprodukte dominieren die Ausfuhren Namibias nach Brasilien, mit dem das Land jedoch traditionell ein hohes Handelsbilanzdefizit hat.

Die Handelsbeziehungen zwischen Brasilien und Namibia wachsen, jedoch nur langsam. So sagte die brasilianische Botschafterin in Namibia, Vivian Sanmartin, am Rande eines brasilianisch-namibischen Wirtschaftsforums am 19. August 2024, dass beide Länder nur durch den Atlantik getrennte Nachbarn seien und Brasilien ein breites Spektrum an Handelsmöglichkeiten für den namibischen Markt böte. Im Jahr 2023 exportierte Brasilien Waren im Wert von 12,7 Mio. US-Dollar nach Namibia, während von dort Waren im Umfang von 3,5 Mio. US-Dollar nach Brasilien gegangen seien. Dies seien beides Zahlen, die weit unter ihren Handelsmöglichkeiten blieben.
Im Jahr 2022 betrugen die brasilianischen Einfuhren aus Namibia 336.000 US-Dollar, vornehmlich raffiniertes Erdöl, während Namibia Waren im Wert von 36 Mio. US-Dollar aus Brasilien bezog, mit Geflügelfleisch als wichtigstem Handelsgut.